# 존 그레빌 에이가드 포칵
존 그레빌 에이가드 포칵(John Greville Agard Pocock, J. G. A. Pocock, 1924년 3월 7일~2023년 12월 13일)은 뉴질랜드의 정치 사상사학자, 역사가이다. 영국 런던 출신이다. 특히 근대 초기의(대부분 유럽, 영국, 미국에서) 공화주의에 관한 연구, 영국 관습법의 역사에 관한 연구, 에드워드 기브본과 다른 계몽주의 역사학자들에 대한 대우, 그리고 역사적 방법으로는 정치적 담론의 역사에 대한 공헌으로 유명하다.
포칵은 1924년 3월 7일 런던에서 태어났으나 1927년 가족과 함께 뉴질랜드로 이주해 아버지 그레빌 포콕이 캔터베리 칼리지의 클래식 교수로 임명됐다. 이후 케임브리지로 이주하여 1952년 허버트 버터필드의 지도 아래 박사학위를 취득하였다. 뉴질랜드로 돌아와 1946년부터 1948년까지 캔터베리 대학(Canterbury University College)에서 가르치고, 1953년부터 1955년까지 오타고 대학에서 강의하였다. 1959년에는 캔터베리 대학교 정치학과를 설립하고 회장을 맡았다. 1966년 미국으로 건너가 윌리엄 엘리엇 스미스 워싱턴대 역사학과 교수라는 칭호를 받았다. 1975년 포콕은 존스 홉킨스 대학에서 현재 직책을 맡았다; 2011년 현재 그는 해리 C. 블랙 명예 역사학 교수의 직책을 맡고 있다.
고대 헌법과 봉건법이라는 제목의 그의 첫 번째 저서는 영국의 법학자 에드워드 쿠크(1552년~1634년)와 같은 사상가들이 어떻게 영국 역사에 대한 역사적 분석을 법과 정치의 인식론으로 만들어 냈는지, 그리고 그 이론이 나중에 학자들에 의해 어떻게 전복되었는지를 보여준다.
1970년대까지 포칵은 변호사들이 법의 진화를 이해하는 방식에서 철학자들과 신학자들이 하는 방식으로 초점을 바꾸었다. 《마키아벨리언 모멘트》(1975)는 플로렌타인, 영국인, 미국인들이 초기 현대 세계를 휩쓸고 있는 일련의 위기 속에서 그들의 국가와 정치적 질서의 파괴에 어떻게 대응하고 분석했는지를 보여주었다.
포칵의 후속 연구는 영국의 역사가 에드워드 기번(1737~1794)이 살고 있는 문학세계를 탐구하고, 기번이 로마 제국 내에 쇠퇴하고 몰락하는 대격변을 고대 미덕과 현대 상업의 피할 수 없는 갈등으로 어떻게 이해했는지를 탐구한다.